# وست‌اینده، زوترواده
وست‌اینده (به هلندی: Westeinde) یک منطقهٔ مسکونی در هلند است که در زوترواده واقع شده‌است. وست‌اینده ۱۱۰ نفر جمعیت دارد.